# Psychotria liogieri
Psychotria liogieri är en måreväxtart som beskrevs av Julian Alfred Steyermark. Psychotria liogieri ingår i släktet Psychotria och familjen måreväxter. Inga underarter finns listade i Catalogue of Life.